# Campeonato Mundial de Rugby Juvenil 2009
El Campeonato Mundial de Rugby Juvenil de Japón 2009 fue la segunda edición de la Copa Mundial.
El principal torneo de selecciones juveniles masculinas de rugby que organizó la IRB (hoy World Rugby) en Japón fue ganado por Nueva Zelanda al igual que en la edición anterior. Ese año excepcionalmente hubo 4 descendidos al Trofeo Mundial de Rugby Juvenil 2010 porque los campeonatos pasaron de tener 16 participantes a sólo 12.

## Sedes
| Ciudad  | Estadio                         | Capacidad |
| ------- | ------------------------------- | --------- |
| Tokio   | Chichibunomiya Rugby Stadium    | 27 188    |
| Nagoya  | Mizuho Rugby Stadium            | 15 000    |
| Osaka   | Kintetsu Hanazono Rugby Stadium | 30 000    |
| Fukuoka | Level-5 Stadium                 | 22 563    |
| Tosu    | Best Amenity Stadium            | 24 490    |

## Equipos participantes
| - Argentina - Irlanda - Nueva Zelanda - Uruguay | - Escocia - Japón - Inglaterra - Samoa | - Fiyi - Francia - Italia - Sudáfrica | - Australia - Canadá - Gales - Tonga |

## Grupo A

### Posiciones
| Pos. | Equipo        | Encuentros | Encuentros | Encuentros | Encuentros | Tantos  | Tantos    | Tantos     | Puntos Bonus | Puntos Totales |
| Pos. | Equipo        | jugados    | ganados    | empatados  | perdidos   | a favor | en contra | diferencia | Puntos Bonus | Puntos Totales |
| ---- | ------------- | ---------- | ---------- | ---------- | ---------- | ------- | --------- | ---------- | ------------ | -------------- |
| 1    | Nueva Zelanda | 3          | 3          | 0          | 0          | 140     | 9         | + 131      | 2            | 14             |
| 2    | Irlanda       | 3          | 2          | 0          | 1          | 61      | 26        | + 35       | 1            | 9              |
| 3    | Argentina     | 3          | 1          | 0          | 2          | 51      | 79        | - 28       | 2            | 6              |
| 4    | Uruguay       | 3          | 0          | 0          | 3          | 15      | 153       | - 138      | 0            | 0              |

Nota: Se otorgan 4 puntos al equipo que gane un partido y 2 al que empate
Puntos Bonus: 1 punto por convertir 4 tries o más en un partido y 1 al equipo que pierda por no más de 7 tantos de diferencia
|  | Juega por el 1.º puesto |

|  | Juega por el 5.º puesto |

|  | Juega por el 9.º puesto |

|  | Juega por el 13.º puesto |

### Resultados

#### Primera fecha
| 5 de junio | Argentina | 9 - 16  | Irlanda | Nagoya Municipal Mizuho Park Rugby, Nagoya |  |
|            |           | Reporte |         |                                            |  |

| 5 de junio | Nueva Zelanda | 75 - 0  | Uruguay | Nagoya Municipal Mizuho Park Rugby, Nagoya |  |
|            |               | Reporte |         |                                            |  |

#### Segunda fecha
| 9 de junio | Argentina | 33 - 15 | Uruguay | Nagoya Municipal Mizuho Park Rugby, Nagoya |  |
|            |           | Reporte |         |                                            |  |

| 9 de junio | Irlanda | 0 - 17  | Nueva Zelanda | Nagoya Municipal Mizuho Park Rugby, Nagoya |  |
|            |         | Reporte |               |                                            |  |

#### Tercera fecha
| 13 de junio | Irlanda | 45 - 0  | Uruguay | Nagoya Municipal Mizuho Park Rugby, Nagoya |  |
|             |         | Reporte |         |                                            |  |

| 13 de junio | Argentina | 9 - 48  | Nueva Zelanda | Nagoya Municipal Mizuho Park Rugby, Nagoya |  |
|             |           | Reporte |               |                                            |  |

## Grupo B

### Posiciones
| Pos. | Equipo     | Encuentros | Encuentros | Encuentros | Encuentros | Tantos  | Tantos    | Tantos     | Puntos Bonus | Puntos Totales |
| Pos. | Equipo     | jugados    | ganados    | empatados  | perdidos   | a favor | en contra | diferencia | Puntos Bonus | Puntos Totales |
| ---- | ---------- | ---------- | ---------- | ---------- | ---------- | ------- | --------- | ---------- | ------------ | -------------- |
| 1    | Inglaterra | 3          | 3          | 0          | 0          | 125     | 14        | + 111      | 3            | 15             |
| 2    | Samoa      | 3          | 2          | 0          | 1          | 53      | 86        | - 33       | 1            | 9              |
| 3    | Escocia    | 3          | 1          | 0          | 2          | 33      | 54        | - 21       | 1            | 5              |
| 4    | Japón      | 3          | 0          | 0          | 3          | 27      | 84        | - 57       | 2            | 2              |

Nota: Se otorgan 4 puntos al equipo que gane un partido y 2 al que empate
Puntos Bonus: 1 punto por convertir 4 tries o más en un partido y 1 al equipo que pierda por no más de 7 tantos de diferencia
|  | Juega por el 1.º puesto |

|  | Juega por el 5.º puesto |

|  | Juega por el 9.º puesto |

|  | Juega por el 13.º puesto |

### Resultados

#### Primera fecha
| 5 de junio | Samoa | 17 - 14 | Escocia | Prince Chichibu Memorial Stadium, Tokio |  |
|            |       | Reporte |         |                                         |  |

| 5 de junio | Inglaterra | 43 - 0  | Japón | Prince Chichibu Memorial Stadium, Tokio |  |
|            |            | Reporte |       |                                         |  |

#### Segunda fecha
| 9 de junio | Inglaterra | 30 - 7  | Escocia | Prince Chichibu Memorial Stadium, Tokio |  |
|            |            | Reporte |         |                                         |  |

| 9 de junio | Japón | 20 - 29 | Samoa | Prince Chichibu Memorial Stadium, Tokio |  |
|            |       | Reporte |       |                                         |  |

#### Tercera fecha
| 13 de junio | Inglaterra | 52 - 7  | Samoa | Prince Chichibu Memorial Stadium, Tokio |  |
|             |            | Reporte |       |                                         |  |

| 13 de junio | Japón | 7 - 12  | Escocia | Prince Chichibu Memorial Stadium, Tokio |  |
|             |       | Reporte |         |                                         |  |

## Grupo C

### Posiciones
| Pos. | Equipo    | Encuentros | Encuentros | Encuentros | Encuentros | Tantos  | Tantos    | Tantos     | Puntos Bonus | Puntos Totales |
| Pos. | Equipo    | jugados    | ganados    | empatados  | perdidos   | a favor | en contra | diferencia | Puntos Bonus | Puntos Totales |
| ---- | --------- | ---------- | ---------- | ---------- | ---------- | ------- | --------- | ---------- | ------------ | -------------- |
| 1    | Sudáfrica | 3          | 3          | 0          | 0          | 144     | 40        | + 104      | 3            | 15             |
| 2    | Francia   | 3          | 2          | 0          | 1          | 118     | 81        | + 37       | 2            | 10             |
| 3    | Fiyi      | 3          | 1          | 0          | 2          | 55      | 98        | - 43       | 0            | 4              |
| 4    | Italia    | 3          | 0          | 0          | 3          | 30      | 128       | - 98       | 1            | 1              |

Nota: Se otorgan 4 puntos al equipo que gane un partido y 2 al que empate
Puntos Bonus: 1 punto por convertir 4 tries o más en un partido y 1 al equipo que pierda por no más de 7 tantos de diferencia
|  | Juega por el 1.º puesto |

|  | Juega por el 5.º puesto |

|  | Juega por el 9.º puesto |

|  | Juega por el 13.º puesto |

### Resultados

#### Primera fecha
| 5 de junio | Francia | 43 - 13 | Italia | Hanazono Rugby Stadium, Osaka |  |
|            |         | Reporte |        |                               |  |

| 5 de junio | Fiyi | 10 - 36 | Sudáfrica | Hanazono Rugby Stadium, Osaka |  |
|            |      | Reporte |           |                               |  |

#### Segunda fecha
| 9 de junio | Fiyi | 25 - 48 | Francia | Hanazono Rugby Stadium, Osaka |  |
|            |      | Reporte |         |                               |  |

| 9 de junio | Italia | 3 - 65  | Sudáfrica | Hanazono Rugby Stadium, Osaka |  |
|            |        | Reporte |           |                               |  |

#### Tercera fecha
| 13 de junio | Fiyi | 20 - 14 | Italia | Hanazono Rugby Stadium, Osaka |  |
|             |      | Reporte |        |                               |  |

| 13 de junio | Francia | 27 - 43 | Sudáfrica | Hanazono Rugby Stadium, Osaka |  |
|             |         | Reporte |           |                               |  |

## Grupo D

### Posiciones
| Pos. | Equipo    | Encuentros | Encuentros | Encuentros | Encuentros | Tantos  | Tantos    | Tantos     | Puntos Bonus | Puntos Totales |
| Pos. | Equipo    | jugados    | ganados    | empatados  | perdidos   | a favor | en contra | diferencia | Puntos Bonus | Puntos Totales |
| ---- | --------- | ---------- | ---------- | ---------- | ---------- | ------- | --------- | ---------- | ------------ | -------------- |
| 1    | Australia | 3          | 3          | 0          | 0          | 164     | 11        | + 153      | 3            | 15             |
| 2    | Gales     | 3          | 2          | 0          | 1          | 107     | 58        | + 49       | 2            | 10             |
| 3    | Tonga     | 3          | 1          | 0          | 2          | 47      | 111       | - 64       | 1            | 5              |
| 4    | Canadá    | 3          | 0          | 0          | 3          | 35      | 173       | - 138      | 0            | 0              |

Nota: Se otorgan 4 puntos al equipo que gane un partido y 2 al que empate
Puntos Bonus: 1 punto por convertir 4 tries o más en un partido y 1 al equipo que pierda por no más de 7 tantos de diferencia
|  | Juega por el 1.º puesto |

|  | Juega por el 5.º puesto |

|  | Juega por el 9.º puesto |

|  | Juega por el 13.º puesto |

### Resultados

#### Primera fecha
| 5 de junio | Australia | 86 - 0  | Canadá | Best Amenity Stadium, Saga |  |
|            |           | Reporte |        |                            |  |

| 5 de junio | Tonga | 5 - 51  | Gales | Best Amenity Stadium, Saga |  |
|            |       | Reporte |       |                            |  |

#### Segunda fecha
| 9 de junio | Australia | 40 - 6  | Tonga | Best Amenity Stadium, Saga |  |
|            |           | Reporte |       |                            |  |

| 9 de junio | Canadá | 15 - 51 | Gales | Best Amenity Stadium, Saga |  |
|            |        | Reporte |       |                            |  |

#### Tercera fecha
| 13 de junio | Canadá | 20 - 36 | Tonga | Best Amenity Stadium, Saga |  |
|             |        | Reporte |       |                            |  |

| 13 de junio | Australia | 38 - 5  | Gales | Best Amenity Stadium, Saga |  |
|             |           | Reporte |       |                            |  |

## Ronda final

### Clasificación del 13.º al 16.º puesto
|  | Semifinales | Semifinales |    |                 | Final           | Final    |  |
|  | de junio    | de junio    |    |                 | de junio        | de junio |  |
|  |             |             |    |                 |                 |          |  |
|  |             |             |    |                 |                 |          |  |
|  | Uruguay     | 11          |    |                 |                 |          |  |
|  | Canadá      | 29          |    |                 |                 |          |  |
|  |             |             |    |                 |                 |          |  |
|  |             |             |    |                 | por 13.º puesto |          |  |
|  |             |             |    |                 | Canadá          | 22       |  |
|  |             | Italia      | 32 |                 |                 |          |  |
|  |             |             |    |                 |                 |          |  |
|  |             |             |    |                 |                 |          |  |
|  |             |             |    |                 | Tercer lugar    |          |  |
|  |             |             |    | por 15.º puesto |                 |          |  |
|  | Japón       | 15          |    | Uruguay         | 17              |          |  |
|  | Italia      | 21          |    |                 | Japón           | 54       |  |

### Clasificación del 9.º al 12.º puesto
|  | Semifinales | Semifinales |    |                 | Final          | Final    |  |
|  | de junio    | de junio    |    |                 | de junio       | de junio |  |
|  |             |             |    |                 |                |          |  |
|  |             |             |    |                 |                |          |  |
|  | Argentina   | 17          |    |                 |                |          |  |
|  | Tonga       | 26          |    |                 |                |          |  |
|  |             |             |    |                 |                |          |  |
|  |             |             |    |                 | por 9.º puesto |          |  |
|  |             |             |    |                 | Tonga          | 25       |  |
|  |             | Escocia     | 28 |                 |                |          |  |
|  |             |             |    |                 |                |          |  |
|  |             |             |    |                 |                |          |  |
|  |             |             |    |                 | Tercer lugar   |          |  |
|  |             |             |    | por 11.º puesto |                |          |  |
|  | Escocia     | 39          |    | Argentina       | 27             |          |  |
|  | Fiyi        | 26          |    |                 | Fiyi           | 10       |  |

### Clasificación del 5.º al 8.º puesto
|  | Semifinales | Semifinales |    |                | Final          | Final    |  |
|  | de junio    | de junio    |    |                | de junio       | de junio |  |
|  |             |             |    |                |                |          |  |
|  |             |             |    |                |                |          |  |
|  | Irlanda     | 17          |    |                |                |          |  |
|  | Gales       | 19          |    |                |                |          |  |
|  |             |             |    |                |                |          |  |
|  |             |             |    |                | por 5.º puesto |          |  |
|  |             |             |    |                | Gales          | 13       |  |
|  |             | Francia     | 68 |                |                |          |  |
|  |             |             |    |                |                |          |  |
|  |             |             |    |                |                |          |  |
|  |             |             |    |                | Tercer lugar   |          |  |
|  |             |             |    | por 7.º puesto |                |          |  |
|  | Samoa       | 6           |    | Irlanda        | 3              |          |  |
|  | Francia     | 16          |    |                | Samoa          | 9        |  |

### Clasificación del 1.º al 4.º puesto
|  | Semifinales   | Semifinales |    |                | Final          | Final    |  |
|  | de junio      | de junio    |    |                | de junio       | de junio |  |
|  |               |             |    |                |                |          |  |
|  |               |             |    |                |                |          |  |
|  | Nueva Zelanda | 31          |    |                |                |          |  |
|  | Australia     | 17          |    |                |                |          |  |
|  |               |             |    |                |                |          |  |
|  |               |             |    |                | por 1.º puesto |          |  |
|  |               |             |    |                | Nueva Zelanda  | 44       |  |
|  |               | Inglaterra  | 28 |                |                |          |  |
|  |               |             |    |                |                |          |  |
|  |               |             |    |                |                |          |  |
|  |               |             |    |                | Tercer lugar   |          |  |
|  |               |             |    | por 3.º puesto |                |          |  |
|  | Sudáfrica     | 21          |    | Australia      | 5              |          |  |
|  | Inglaterra    | 40          |    |                | Sudáfrica      | 32       |  |

| Bandera de Nueva Zelanda |
| Campeón Nueva Zelanda    |
| Segundo título           |

## Posiciones finales[3]
| Posición | Selección     |
| -------- | ------------- |
| 1        | Nueva Zelanda |
| 2        | Inglaterra    |
| 3        | Sudáfrica     |
| 4        | Australia     |
| 5        | Francia       |
| 6        | Gales         |
| 7        | Samoa         |
| 8        | Irlanda       |
| 9        | Escocia       |
| 10       | Tonga         |
| 11       | Argentina     |
| 12       | Fiyi          |
| 13       | Italia        |
| 14       | Canadá        |
| 15       | Japón         |
| 16       | Uruguay       |